# Amedeo Crivellucci
Amedeo Crivellucci (* 20. April 1850 in Acquaviva Picena; † 11. November 1914 in Rom) war ein italienischer Historiker und Philologe.

## Leben und Werk
Nach dem Schulbesuch in Bologna und Pisa studierte Amedeo Crivellucci von 1870 bis 1874 an der Pisaner Scuola Normale Superiore, wo ihn vor allem der Historiker Pasquale Villari beeinflusste. In seiner Abschlussarbeit behandelte er die Geschichte der Stadt Florenz im späten 15. und frühen 16. Jahrhundert. Nach dem Militärdienst 1875 setzte Crivellucci seine Studien 1876 an den Universitäten zu Leipzig und Berlin fort. Ab 1877 unterrichtete er an höheren Schulen in Siena, Sassari, Palermo und Rom. Seine historischen Studien zur mittelalterlichen und frühneuzeitlichen Geschichte setzte er währenddessen fort.
1885 wurde Crivellucci an die Universität Pisa als Professor für Geschichte der Moderne berufen, die nach damaliger Umschreibung auch die Epoche des Mittelalters einschloss. Zusammen mit seinem Kollegen Ettore Pais begründete er 1892 die Zeitschrift Studi storici. In seinem dreibändigen Hauptwerk Storia delle relazioni tra lo Stato e la Chiesa (Bologna 1885–1907) untersuchte Crivellucci die historische Entwicklung des Verhältnisses von Staat und Kirche. Er selbst nahm zur weltlichen Regierung der Kirche eine sehr kritische Position ein, die er unter anderem in einer Festvorlesung im akademischen Jahr 1907 unter dem Titel La tirannide sacerdotale zum Ausdruck brachte. Diese polemische Rede, die im selben Jahr auch in gedruckter Form erschien, brachte Crivellucci nicht nur aus kirchlichen, sondern auch aus akademischen Kreisen viel Kritik ein. Dennoch wurde er 1910 als Nachfolger des verstorbenen Geschichtsprofessors Giovanni Monticolo an die Universität La Sapienza in Rom berufen. Von 1911 bis 1913 fungierte er dort als Vorstand der facoltà di lettere. Trotz gesundheitlicher Einschränkungen blieb Crivellucci bis an sein Lebensende wissenschaftlich produktiv und engagiert. Beim Ausbruch des Ersten Weltkriegs meldete er sich im Oktober freiwillig zum Militärdienst. Doch schon am 11. November 1914 starb er in der Aula der Universität während der Verteidigung einer Doktorarbeit.
Neben seinen zahlreichen Studien zur Geschichte der italienischen Staaten und der katholischen Kirche trat Crivellucci auch mit kritischen Editionen lateinischer Texte hervor. Seine Ausgaben der Historia Romana des Landolfus Sagax (2 Bände, Rom 1912–1913) und der Historia Romana des Paulus Diaconus (Rom 1914) sind durch die umfassende und kritische Verwertung der erhaltenen Handschriften sowie durch die Ausstattung mit Quellen- und Similienapparaten bis heute grundlegend.
Nach Crivellucci ist in Rom eine Straße benannt. In seiner Geburtsstadt Acquaviva Picena erinnert seit 1963 eine Gedenktafel an ihn.

## Schriften (Auswahl)
- Del governo popolare di Firenze 1494–1512 e del suo riordinamento secondo il Guicciardini. In: Annali della R. Scuola Normale Superiore di Pisa. Filosofia e Filologia. Band 2. Tip. Nistri, 1877, ISSN 0393-8549, S. 223–338, JSTOR:44459257 (Dissertation).
- Una comune delle Marche nel 1798 e 99 e il brigante Sciabolone : con documenti inediti e tavole fototipiche. E. Spoerri, Pisa 1893 (archive.org).